# Велішоара (комуна)
Велішоара (рум. Vălișoara) — комуна у повіті Хунедоара в Румунії. До складу комуни входять такі села (дані про населення за 2002 рік):
- Велішоара (827 осіб) — адміністративний центр комуни
- Дялу-Маре (240 осіб)
- Селіштіоара (240 осіб)
- Стоєняса (81 особа)

Комуна розташована на відстані 312 км на північний захід від Бухареста, 20 км на північ від Деви, 99 км на південний захід від Клуж-Напоки, 128 км на схід від Тімішоари.

## Населення
За даними перепису населення 2002 року у комуні проживали 1388 осіб.
Національний склад населення комуни:
| Національність | Кількість осіб | Відсоток |
| -------------- | -------------- | -------- |
| румуни         | 1380           | 99,4%    |
| угорці         | 8              | 0,6%     |

Рідною мовою назвали:
| Мова      | Кількість осіб | Відсоток |
| --------- | -------------- | -------- |
| румунська | 1380           | 99,4%    |
| угорська  | 8              | 0,6%     |

Склад населення комуни за віросповіданням:
| Релігія       | Кількість осіб | Відсоток |
| ------------- | -------------- | -------- |
| православні   | 1354           | 97,6%    |
| п'ятдесятники | 14             | 1,0%     |
| баптисти      | 11             | 0,8%     |
| римо-католики | 8              | 0,6%     |
| реформати     | 1              | 0,1%     |